# Пологи (Полтавський район)
Поло́ги —  село в Україні, у Новосанжарській селищній громаді Полтавського району Полтавської області. Населення становить 534 осіб. До 2020 орган місцевого самоврядування — Пологівська сільська рада.

## Географія
Село Пологи знаходиться на краю великого болота, примикає до села Мала Перещепина, за 1,5 км розташоване село Писарівка.

## Історія
- 1859 - дата заснування.
- 12 червня 2020 року, відповідно до розпорядження Кабінету Міністрів України № 721-р «Про визначення адміністративних центрів та затвердження територій територіальних громад Полтавської області», село увійшло до складу Новосанжарської селищної громади[1].
- 19 липня 2020 року, в результаті адміністративно - територіальної реформи та ліквідації Новосанжарського району, село увійшло до складу новоутвореного Полтавського району Полтавської області[2].

## Економіка
- АФ «Аршиця».

## Об'єкти соціальної сфери
- Дитячий садок.
- Школа I-II ст.
- Фельдшерсько-акушерський пункт.
- Клуб.
- Музей історії села «Берегиня».

## Пам'ятки
Розташоване поблизу Малоперещепинського біологічного заказника державного значення.

## Відомі люди
- Прохор Чаруківський — лікар-терапевт.